# Huamanis de Chinchaysuyo

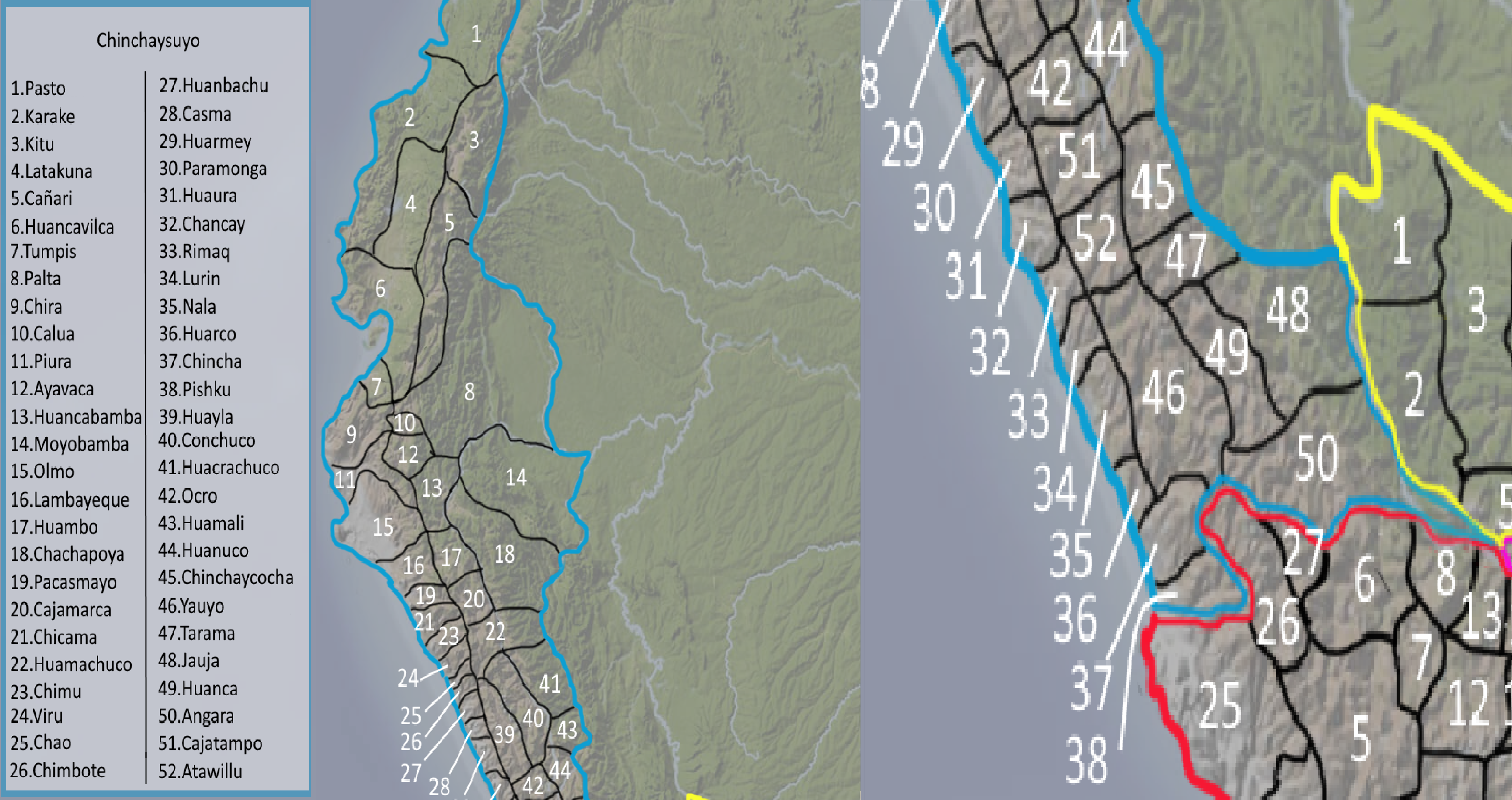
Huamanis de Chinchaysuyo dentro del Imperio incaico.

Los huamanis de Chinchaysuyo fueron una forma de subdivisión que conformaban el suyo del Chinchaysuyo, parte del Imperio Incaico. El suyo se componía de cincuentaidós provincias muy ricas en diversidad étnica y cultural.

## Huamanis de Chinchaysuyo
| Huamani       | Territorio actual |
| ------------- | ----------------- |
| Angara        | Perú              |
| Atawillu      | Perú              |
| Ayavaca       | Ecuador, Perú     |
| Cajamarca     | Perú              |
| Cajatampo     | Perú              |
| Calua         | Ecuador           |
| Cañari        | Ecuador           |
| Casma         | Perú              |
| Chachapoya    | Perú              |
| Chancay       | Perú              |
| Chao          | Perú              |
| Chicama       | Perú              |
| Chimbote      | Perú              |
| Chimu         | Perú              |
| Chincha       | Perú              |
| Chinchaycocha | Perú              |
| Chira         | Ecuador, Perú     |
| Conchuco      | Perú              |
| Huacrachuco   | Perú              |
| Huamachuco    | Perú              |
| Huamali       | Perú              |
| Huambo        | Perú              |
| Huanbachu     | Perú              |
| Huanca        | Perú              |
| Huancabamba   | Perú              |
| Huancavilca   | Ecuador           |
| Huanuco       | Perú              |
| Huarco        | Perú              |
| Huarmey       | Perú              |
| Huaura        | Perú              |
| Huayla        | Perú              |
| Jauja         | Perú              |
| Karake        | Ecuador           |
| Kitu          | Ecuador           |
| Lambayeque    | Perú              |
| Latakuna      | Ecuador           |
| Lurin         | Perú              |
| Moyobamba     | Perú              |
| Ocro          | Perú              |
| Olmo          | Perú              |
| Pacasmayo     | Perú              |
| Palta         | Ecuador, Perú     |
| Paramonga     | Perú              |
| Pasto         | Colombia, Ecuador |
| Pishku        | Perú              |
| Piura         | Perú              |
| Rimaq         | Perú              |
| Tarama        | Perú              |
| Tumpis        | Perú              |
| Viru          | Perú              |
| Yauyo         | Perú              |